# Pandemia de COVID-19 în România
Pandemia COVID-19 din România face parte din pandemia actuală de boală coronavirus 2019 (COVID-19) cauzată de coronavirusul sindromului respirator acut sever 2 (SARS-CoV-2). Virusul a fost confirmat că a ajuns în România la 26 februarie 2020, când a fost confirmat primul caz în județul Gorj.
Până la data de 31 ianuarie 2022, Institutul Național de Sănătate Publică a raportat aproximativ 2,200,000 de cazuri, 1,800,000 de vindecări și 60,000 de decese legate de COVID-19. Au fost efectuate peste 11,7 milioane de teste RT-PCR și peste 7,3 milioane de teste antigen rapide.
La 27 decembrie 2020 a început o campanie de vaccinare împotriva COVID-19, parte a unui efort global de încetinire a răspândirii virusului. Începând cu 27 ianuarie 2022, peste 50% din populația eligibilă a țării a primit cel puțin o doză de vaccin împotriva COVID-19, ca parte a unei campanii naționale de vaccinare în curs.
La 21 ianuarie 2023, 16,102,916 doze de vaccin COVID-19 au fost administrate în România.

## Originea infecției
Infecția cu virusul SARS COV-2 a apărut în decembrie 2019 în orașul Wuhan, China, de unde s-a propagat în majoritatea provinciilor chineze și majoritatea țărilor din lume, provocând o pandemie. În Europa cele mai multe cazuri sunt înregistrate în Spania. 
În România inițial au fost confirmate numai cazuri de import din Italia la persoanele venite din această țară sau care au avut contact cu o persoană din această țară. O sursă importantă a infecției în România sunt persoanele venite din afară care nu s-au autoizolat la domiciliu sau care au mințit că nu au fost într-o zonă afectată de infecția COVID-19. Fostul Ministrul al Sănătății, Victor Costache, a afirmat că din cele 277 de cazuri confirmate până în 19 martie 2020, peste 80 la sută erau cazuri de import și ceilalți erau contacți ai cazurilor de import. Au fost deschise mai multe dosare penale pentru zădărnicirea combaterii bolilor, în care sunt vizate persoanele care nu au stat în autoizolare la domiciliu 14 zile și cei care nu au comunicat că au venit din zonele afectate sau nu au comunicat că au avut contact cu o persoană testată pozitiv pentru coronavirus,  printre aceștia se numără și parlamentarul Vergil Chițac și ofițerul MAI în retragere internat la spitalul Dimitrie Gerota. Persoanele care se întorc din țările incluse în zonele roșii vor fi carantinate, iar cei care se întorc din țările incluse în zonele galbene vor sta în izolare la domiciliu 14 zile. Lista țărilor incluse în zonele roșii și galbene poate fi consultată pe pagina Institutului Național de Sănătate Publică sub titlul: „Lista zonelor afectate de COVID 19”. Numărul cazurilor confirmate de COVID-19, persoanelor decedate sau izolate și persoanelor în carantină în România poate fi consultată pe pagina Institutului Național de Sănătate Publică. Informațiile Grupului de Comunicare Strategică despre evoluția epidemiei în România și măsurile luate de autorități pot fi consultate pe pagina Ministerului Afacerilor Interne Arhivat în 22 ianuarie 2021, la Wayback Machine. sau pe pagina Guvernului României.

## Prezentare generală

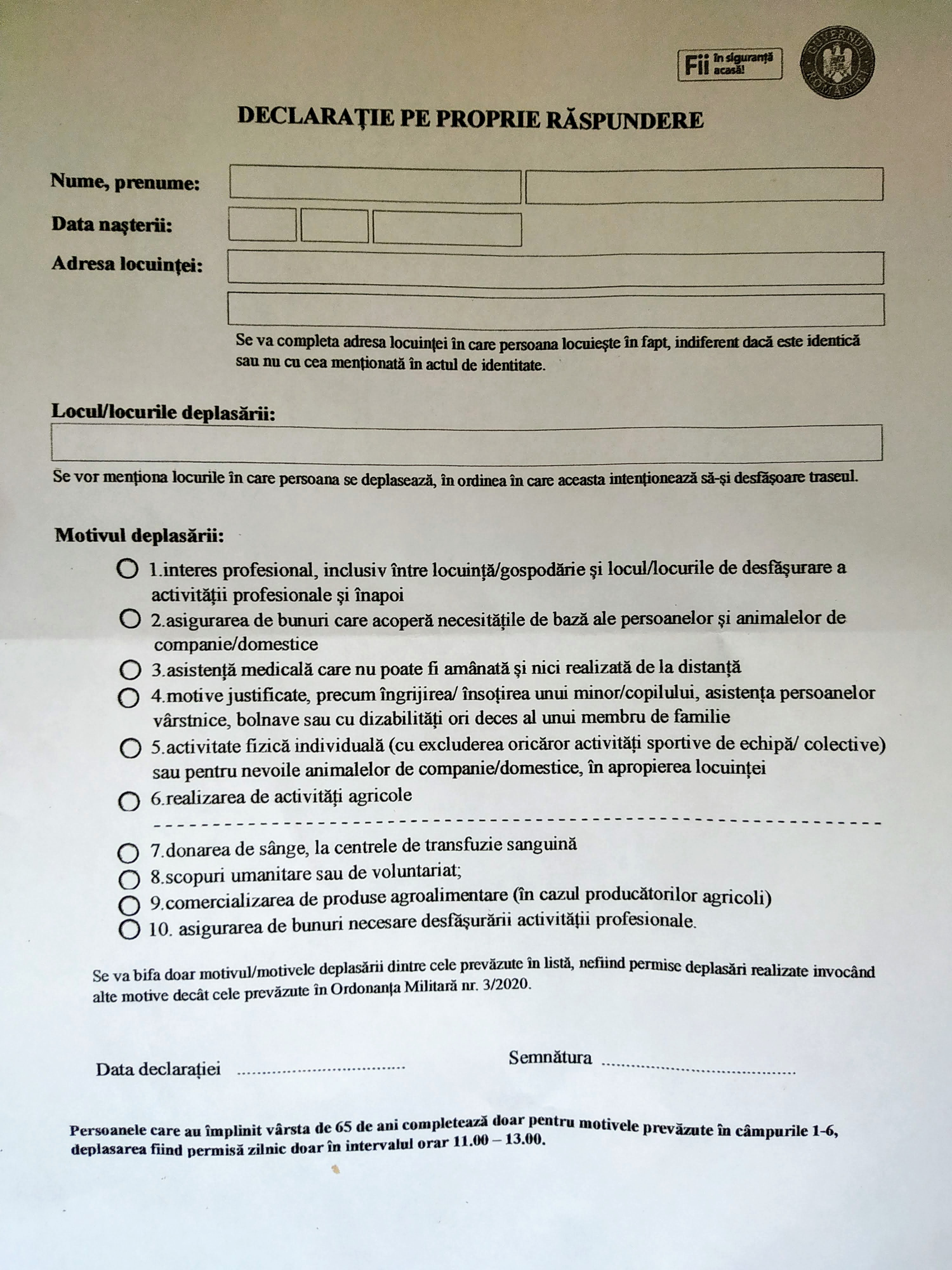
Model de declarație pe proprie răspundere cu privire la părăsirea domiciliului

În contextul evoluției situației epidemiologice pe teritoriul României determinată de răspândirea COVID-19 și creștere masivă a numărului de persoane infectate cu coronavirusul SARS-CoV-2 în România, Președintele României, Klaus Iohannis, a semnat luni, 16 martie 2020, decretul privind instituirea stării de urgență pe teritoriul României pentru 30 de zile (la cererea Avocatului Poporului), iar la data de 14 aprilie 2020 a fost semnat decretul de prelungire a stării de urgență cu încă 30 de zile. La 19 martie, Parlamentul a hotărât, prin ședință comună susținută prin video-conferință, prin vot unanim, adoptarea decretului emis de Iohannis. 
În postura descreșterii numărului de cazuri de îmbolnăvire cu COVID-19, Președintele României, Klaus Iohannis a promulgat, vineri 15 mai 2020 legea privind instituirea stării de alertă pe teritoriul României pentru 30 de zile. 
Pe data de 22 martie 2020 au fost confirmate primele 3 decese. Este vorba de 3 pacienți cu vârstele de 67, 70 și 74 de ani. Toți 3 aveau boli preexistente. Cel de 67 de ani a murit la Craiova, cel de 74 de ani la București, iar cel de 70 de ani la Iași.
Din data de 22 martie 2020 de când au fost înregistrate primele decese numărul persoanelor decedate crește în fiecare zi. Cea mai neagră zi fiind 2 noiembrie 2021 cu 591 decese înregistrate.
Primul caz de infecție cu noul coronavirus a fost confirmat pe 26 februarie 2020 la un bărbat din județul Gorj. Până pe 31 ianuarie 2021 au fost confirmate 728.743 de cazuri de infecții cu virusul COVID-19. Pe județe, au fost confirmate, 118.425 de cazuri în București, 35.451 în Cluj, 32.420 în Timiș, 31.290 în Iași, 29.927 în Constanța, 28.804 în Brașov, 28.562 în Ilfov, 26.084 în Prahova, 20.232 în Argeș, 20.079 în Bihor, 18.886 în Suceava, 18.835 în Galați, 18.693 în Bacău, 18.452 în Sibiu, 17.446 în Dolj, 16.698 în Mureș, 16.582 în Dâmbovița, 15.732 în Arad, 13.823 în Alba, 13.661 în Maramureș, 13.611 în Hunedoara, 12.749 în Neamț, 11.999 în Vaslui, 11.064 în Vâlcea, 10.570 în Olt, 9.852 în Botoșani, 9.328 în Brăila, 8.996 în Buzău 8.972 în Teleorman, 8.419 în Satu Mare, 8.245 în Bistrița-Năsăud, 7.759 în Vrancea, 7.685 în Caraș Severin, 7.663 în Ialomița, 7.299 în Giurgiu, 7.184 în Sălaj, 7.172 în Călărași, 6.076 în Tulcea, 5.808 în Harghita, 5.767 în Gorj, 5.572 în Mehedinți, 5.551 în Covasna și 1.258 în județ necunoscut.
În ceea ce privește situația cetățenilor români aflați în alte state, 23.895 de cetățeni români au fost confirmați ca fiind infectați cu SARS – CoV – 2 (coronavirus): 2.557 în Italia, 16.951 în Spania, 209 în Marea Britanie, 138 în Franța, 3.127 în Germania,  99 în Grecia, 49 în Danemarca, 37 în Ungaria, 28 în Olanda, 2 în Namibia,  12 în SUA, 11 în Suedia,  151 în Austria, 22 în Belgia, 6 în Japonia, 2 în Indonezia, 75 în Elveția, 8 în Turcia, 2 în Islanda, 2 în Belarus, 8 în Bulgaria, 51 în Cipru, 8 în India, 8 în Ucraina, 14 în Emiratele Arabe Unite, 18 în Republica Moldova, 3 în Muntenegru, 218 în Irlanda, 5 în Singapore, 5 în Tunisia, 14 în Republica Coreea, 2 în Bosnia și Herțegovina, 4 în Serbia, 14 în Croația, 6 în Portugalia, 6 în Polonia, 2 în Georgia, 2 în Turkmenistan, 2 în Costa Rica și câte unul în Argentina, Luxemburg, Malta, Brazilia, Kazakhstan, Republica Congo, Qatar, Vatican, Egipt, Pakistan, Iran, Slovenia, Federația Rusă, Finlanda, Kuweit, Nigeria și Mexic.
De asemenea 201 cetățeni români aflați în străinătate, 40 în Italia, 19 în Franța, 43 în Marea Britanie, 60 în Spania, 14 în Germania, 2 în Belgia, 3 în Suedia, 5 în Irlanda, 2 în Elveția, 3 în Austria, unul în SUA, unul în Brazilia, unul în Republica Congo, unul în Grecia, unul în Iran, unul în Polonia, unul în Bulgaria, unul în Nigeria, unul în Turcia și unul în Croația au decedat.
Dintre cetățenii români confirmați cu infecție cu noul coronavirus, 798 au fost declarați vindecați: 677 în Germania, 90 în Grecia, 18 în Franța, 6 în Japonia, 2 în Indonezia, 2 în Namibia, unul în Luxemburg, unul în Tunisia și unul în Argentina.  

## Cronologie

### 22 ianuarie - 26 februarie 2020: primele măsuri preventive, primul caz de infectare
Pe 22 ianuarie, guvernul român a anunțat mai multe măsuri preventive, inclusiv desemnarea a șase spitale unde vor fi internați pacienții care vor fi depistați cu noul nou coronavirus 2019-nCoV. Acestea sunt spitalele de boli infecțioase din Iași, Timișoara, Constanța, Cluj, iar în București – INBI „Matei Balș” și SCBIT „Victor Babeș”. A fost dispusă instalarea termoscannerelor în toate aeroporturile, pentru depistarea pasagerilor a căror temperatură corporală depășește 38°C. A fost constituit un comitet interministerial pentru monitorizarea și managementul potențialelor infecții cu noul coronavirus, format din specialiști, sub coordonarea miniștrilor sănătății, afacerilor externe, afacerilor interne și transporturilor, infrastructurii și comunicațiilor. A fost asigurată permanența de asistență medicală în cadrul cabinetelor medicale din aeroporturi, către care urmau să fie îndrumați pasagerii cu simptomatologie respiratorie/febră; aceste cabinete medicale, precum și personalul, au fost asigurate cu cantități suficiente de materiale de protecție pentru personal (măști și mănuși, precum și cu dezinfectanți pentru mâini și suprafețe). A fost redactat un chestionar pentru pasageri. Au fost luate măsuri speciale pentru ansamblul folcloric din Mioveni, format din 25 de persoane, care se afla în Beijing-China și care urma să sosească pe aeroportul din Otopeni.
Pe 31 ianuarie a fost solicitată suplimentarea stocurilor aflate la nivelul Ministerului Sănătății pentru biocidele utilizate pentru dezinfecția mâinilor și a suprafețelor și a echipamentelor de protecție necesar personalului medico-sanitar.
Pe 2 februarie fostul ministrul sănătății Victor Costache a asigurat că au fost luate toate măsurile necesare pentru întărirea capacității de răspuns a sistemului medical în cazul situației răspândirii infecției cu noul coronavirus în spațiul european. Au fost achiziționate kit-uri pentru diagnosticarea rapidă a cazurilor suspecte. S-a hotărât procurarea mai multor echipamente medicale, de protecție, izolete, dezinfectant și echipamente de transport pentru constituirea unor stocuri de urgență. S-a stabilit că personal suplimentar din cadrul direcțiilor de sănătate publică va sprijini poliția de frontieră.
Pe 2 februarie doi cetățeni români care fuseseră transportați din China în Germania prin intermediul unor zboruri medicale organizate în cadrul Mecanismului de Protecție Civilă al Uniunii Europene au fost aduși în România. Cele două persoane erau asimptomatice și au fost testate pentru coronavirus și, conform procedurilor, au rămas 14 zile sub supraveghere medicală într-un spațiu special destinat din București.
Pe 22 februarie cei 6 cetățeni români (2 pasageri și 4 membri ai echipajului) aflați pe nava de croazieră Diamond Princess au fost aduși în România, prin intermediul unui zbor medical. Ei au fost examinați medical înainte de îmbarcare, testați (negativ) pentru COVID-19 și au rămas 14 zile sub supraveghere medicală într-un spațiu special destinat din București.
Pe 22 februarie Comitetul intersectorial pentru prevenirea și limitarea îmbolnăvirilor cu noul coronavirus (COVID-19) a hotărât că autoritățile de sănătate publică vor include persoanele care sosesc în România din localitățile afectate din regiunea Veneto și din provincia Lodi, Lombardia, sau care au călătorit în aceste localități în ultimele 14 zile, în categoria celor care vor sta după intrarea în țară în condiții de carantină timp de 14 zile. Au fost suplimentate măsurile de control și prevenire a infecției cu noul coronavirus la punctele de frontiera terestre, maritime/fluviale și aeriene. Persoanele care se încadrau în definiția de caz suspect erau raportate imediat de către toate unitățile sanitare unde acestea se prezintă (unitățile primiri urgențe, spitale, medici de familie) la direcțiile de sănătate publică și la Serviciul de monitorizare din cadrul DSU. A fost extinsă campania de informare a populației privind infecția cu noul coronavirus, măsurile de prevenire individuale și colective care trebuie luate.
Pe 25 februarie Guvernul României, în cadrul Comitetului Național de Urgență, a luat o serie de măsuri, printre care decizia ca toți călătorii asimptomatici la sosirea pe teritoriul României din zonele afectate de coronavirus, respectiv Hubei (China), cele 11 localități din Italia, și peroanele care încă se mai aflau pe nava de croazieră Diamond Princess să intre direct în carantină, pentru o perioadă de 14 zile. Celelalte persoane care vin din regiunile afectate Lombardia și Veneto urmau să intre în izolare voluntară la domiciliu timp de 14 zile, la sosirea în România. Ministrul Sănătății a subliniat că nerespectarea măsurilor privind carantina se va sancționa conform art. 352 din Codul Penal.
Ministerul Sănătății a informat că un cetățean italian în vârstă de 71 de ani , confirmat cu COVID-19 în Italia, a fost în România, în Craiova, în perioada 18-22 februarie, unde a vizitat rudele soției sale și a avut mai multe întâlniri de afaceri. A fost declanșată o anchetă epidemiologică și dispuse măsurile de carantină sau izolare, după caz.
Pe 26 februarie a fost confirmat primul caz de infecție cu noul coronavirus pe teritoriul României — un bărbat de 20 de ani din județul Gorj, care a intrat în contact cu italianul diagnosticat cu coronavirus care vizitase recent România. Starea bărbatului nu era gravă. Bărbatul din Gorj a fost izolat și apoi transportat la Institutul Matei Balș din București, pentru tratament.
Pe 26 februarie 2020 a fost emis Ordinul ministrului sănătății pentru instituirea măsurii de carantină a persoanelor în situația de urgență de sănătate publică internațională determinată de infectarea cu COVID-19 și stabilirea unor măsuri în vederea prevenirii și limitării efectelor epidemiei. Măsura de carantină se aplică pentru toate persoanele asimptomatice care se întorc din zonele cu transmitere comunitară extinsă. Carantina durează 14 zile și este organizată în spații special amenajate, puse la dispoziție de autoritatea locală, în colaborare cu Direcția de Sănătate Publică. Nerespectarea măsurilor de carantină, precum și furnizarea de informații false autorităților, se sancționează conform legilor în vigoare.
Persoanele care au călătorit în ultimele 14 zile în localități din zonele afectate de COVID-19, altele decât cele cu transmitere comunitară extinsă, sau au intrat în contact direct cu persoanele cu simptome și care au călătorit în zone cu transmitere comunitară extinsă sau au intrat în contact direct cu persoanele care au fost confirmate cu COVID-19 se vor autoizola la domiciliu 14 zile de la data întoarcerii din călătorie, respectiv de la data ultimului contact cu o persoană simptomatică/confirmata. În acest timp, vor fi monitorizate de către direcțiile de sănătate publică și prin intermediul medicului de familie telefonic zilnic timp de 14 zile de la intrarea în România.. Măsura se aplică și tuturor membrilor familiei și persoanelor care locuiesc la același domiciliu, pentru o perioadă de 14 zile de la data întoarcerii din călătorie, respectiv de la data ultimului contact cu o persoană simptomatică/confirmată. Toate persoanele autoizolate la domiciliu au obligația să nu părăsească domiciliul declarat, în care se află de la momentul autoizolării. Dacă restul familiei nu dorește să intre în izolare alături de persoana care a călătorit, atunci se va solicita către Direcția de Sănătate Publică  (DSP) intrarea acesteia în carantină instituționalizată. Această opțiune este posibilă numai în cazul în care persoana nu a avut anterior contact cu familia.

### 3 martie – 15 martie 2020: interzicerea manifestărilor publice sau private
Pe 3 martie 2020 a fost confirmat al patrulea caz de infectare, fiind vorba despre un bărbat de 47 de ani din Timișoara, care a fost în contact cu femeia depistată pozitiv în data de 28 februarie 2020. Bărbatul a călătorit cu femeia de 38 de ani în același avion în data de 20 februarie 2020. Conform informaților din partea DSP Timiș, bărbatul era asimptomatic, afebril. S-a solicitat transportul cu izoleta la Spitalul de Boli Infecțioase Victor Babeș din Timișoara.
Pe 4 martie a fost confirmat al cincilea caz de infectare. Este vorba despre unul dintre contactele bărbatului de 47 de ani din Timișoara, depistat pozitiv cu o zi mai devreme. Acesta era nepotul lui, în vârstă de 16 ani. Tânărul era asimptomatic, afebril. S-a solicitat transportul cu izoleta la Spitalul de Boli Infecțioase Victor Babeș din Timișoara.
În aceeași zi, a fost confirmat al șaselea caz de infectare: un bărbat în vârstă de 71 de ani din Suceava, care s-a întors din Lombardia în data de 28 februarie și se afla în autoizolare. Bărbatul s-a prezentat cu febră și frisoane la Spitalul Județean de Urgență Suceava, secția de boli infecțioase, unde a fost internat.

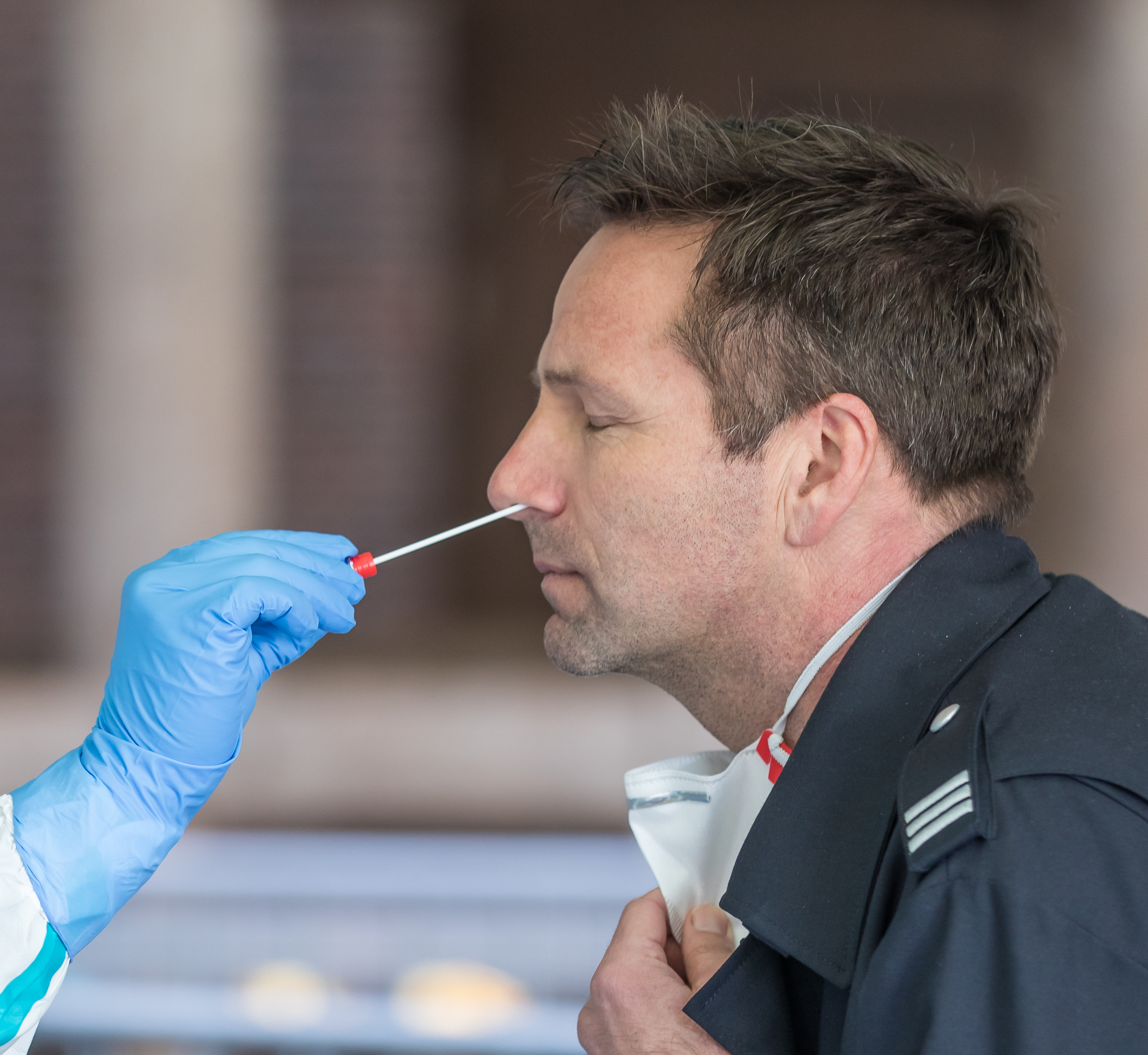
Recoltarea exsudatului nazal pentru testarea COVID-19

Trei din cele șase persoane diagnosticate cu COVID-19 în România au fost declarate vindecate. Primul caz depistat, bărbatul din județul Gorj, a fost externat. Ceilalți doi pacienți, femeia în vârstă de 38 de ani și bărbatul în vârstă de 48 de ani, care erau internați într-un spital din Timișoara, au fost declarați vindecați după ce două teste efectuate la intervale de 24 de ore au fost negative. La nivel național se aflau în carantină 35 persoane, iar alte 11.731 de persoane în autoizolare la domiciliu.
O colegă de clasă a tânărului de 16 ani din Timișoara a fost confirmată pozitiv cu coronavirusul COVID-19 și a fost internată la spitalul Victor Babeș din Timișoara, acesta fiind cel de-al șaptelea caz din România.
A fost diagnosticat cu COVID-19 al optulea caz: un bărbat în vârstă de 51 de ani din județul Olt, care a călătorit din Italia cu același autocar cu bărbatul de 71 de ani din Suceava, fiind contact direct al acestuia. Bărbatul nu prezenta simptome specifice în momentul confirmării și a fost internat în Spitalul de boli infecțioase din Craiova.
Seara a fost confirmat al nouălea caz pozitiv de COVID-19, acesta era un bărbat de 40 de ani din Hunedoara, care se afla în izolare la domiciliu din 26 februarie, întrucât a revenit în România din Italia (Bergamo); după ce bărbatul a avut febră el a fost internat la Spitalul de boli infecțioase din Timișoara.
Pe 7 martie au fost confirmate alte 4 cazuri, numărul ajungând la 13.
Primul caz este o tânără de 15 ani din Timișoara, care studiază în aceeași unitate de învățământ cu ceilalți doi tineri de 16 ani din Timișoara, dar într-o altă clasă. Tânăra s-a prezentat la Spitalul de copii din Timișoara, prezentând simptome de febră și tuse și a fost ulterior internată la Spitalul de boli infecțioase din Timișoara.
Al doilea caz este o tânără de 16 ani din Hunedoara, care a călătorit în același avion în imediata vecinătate a bărbatului de 40 de ani din Hunedoara, confirmat pe 6 martie. Tânăra de 16 ani era asimptomatică și a fost internată la Spitalul de boli infecțioase din Timișoara.
După-amiază a fost confirmat cel de al 12-lea caz de infecție cu COVID-19. Acesta era un bărbat din București în vârstă de 49 ani, care s-a întors din Italia (Roma) în data de 27 februarie 2020, dintr-o zonă neafectată. Bărbatul s-a prezentat pe 6 martie la Institutul Național de Boli Infecțioase „Matei Balș” cu febră. Este primul caz depistat în București.
Seara a fost confirmat un nou caz de infectare: un bărbat de 72 ani din Galați, care a venit din Lombardia în data de 29 februarie. În data de 6 martie bărbatul a prezentat simptomatologie conformă cu definiția de caz COVID 19 și a fost transportat cu izoleta, din locul în care se afla în autoizolare, la Spitalul județean Galați, secția de boli infecțioase.
Pe 8 martie au fost confirmate 2 cazuri de infectare cu COVID-19. Primul caz este o femeie de 42 de ani, din București, contact al bărbatului de 49 de ani, din București, confirmat pozitiv pe 7 martie. Femeia a fost transferată la Institutul Național de Boli Infecțioase “Prof. Dr. Matei Balș”.  Al 2-lea caz este o femeie de 70 de ani, din județul Mureș, care se afla în izolare la domiciliu din data de 6 martie, deoarece revenise în țară din Italia (Ancona, Bologna), femeia a avut dificultăți de respirație, tuse și febră și a fost transportată cu izoleta pentru internare la Spitalul de boli infecțioase din Cluj.
Începând cu 8 martie 2020, au fost interzise manifestările publice sau private, în spații deschise sau închise, cu un număr de participanți mai mare de 1000 de persoane. Evenimentele la care este estimată participarea unui număr mai mic de persoane pot fi organizate doar după obținerea aprobării de la Direcțiile de Sănătate Publice locale. Au fost suspendate stagiile de practică în spitale pentru studenții la medicină și farmacie, cu excepția situațiilor de voluntariat în sprijinul medicilor. Au fost interzise vizitele în spitale a aparținătorilor pacienților. În cazul apariției cazurilor de COVID-19 în unitățile de învățământ se suspendă cursurile.
Pe 9 martie au fost confirmate 2 cazuri noi de infecție cu COVID-19, numărul total ajungând astfel la 17. Primul caz este o femeie de 73 de ani din Pârscov, jud. Buzău, care s-a prezentat cu febră pe 8 martie la Spitalul Județean Buzău, după ce cu o săptămână înainte venise din Italia, ea a fost testată pozitiv cu COVID-19 și a fost internată la spitalul Matei Balș din București.
Al 2-lea caz este un bărbat de 60 de ani din București, care era internat la spitalul Dimitrie Gerota în momentul în care a fost testat pozitiv, acesta a călătorit în teritoriile palestiniene, în perioada 21-26 februarie 2020. Bărbatul, fost ofițer MAI, a mințit că nu a fost plecat din țară, și a infectat în mod direct sau indirect cu COVID-19 alte 13 persoane. "Aceasta arată inconștiența acelui om care nu a dat detaliile necesare și nu s-a prezentat la timp", a spus Nelu Tătaru, Ministrul Sănătății. Parchetul de pe lângă Judecătoria Sector 2 a deschis un dosar penal pe numele bărbatului, sub aspectul săvârșirii infracțiunii prevăzute de art. 352 CP.
Pe 10 martie au fost confirmate 12 cazuri de cetățeni infectați cu virusul SARS-CoV-2. Numărul total la nivel național a ajungând la 29 de cazuri. Până seara, au fost confirmate 8 cazuri noi de infectare cu COVID-19, toate în București. Dintre acestea, 3 erau contacți ai bărbatului de 60 de ani care fusese internat la Spitalul Gerota pe 9 martie, cei 3 pacienți erau fiul (32 de ani), nora (30 de ani, gravidă, angajată la Primăria Capitalei) și nepotul (3 ani) bărbatului. Al 4-lea caz erau o femeie, 31 ani, din județul Ilfov, contact cu prietena bărbatului de 49 de ani, primul caz confirmat în București. Celelalte 4 cazuri care s-au prezentat cu simptomatologie la INBI Matei Balș erau o femeie, 36 de ani, din București care s-a întors pe 29 februarie din Israel; o femeie, 35 ani, din București, care s-a întors pe 29 februarie din Israel; un bărbat, 34 ani, din București, care s-a întors pe 27 februarie 2020 din Londra, Regatul Unit; o femeie, 41 ani, care s-a întors din Germania pe 7 martie 2020 din München, Germania.
Seara au fost confirmate încă 4 cazuri de îmbolnăvire cu noul coronavirus. Primul caz era un bărbat de 57 ani care s-a întors din Italia și se afla în carantina în Arad. Celelalte 2 cazuri erau o femeie de 26 ani din Hunedoara (cazul 26) și un tânăr de 37 de ani care era internat în Spitalul de boli infecțioase din Reșița, și a fost contact al unei persoane pozitive și o femeie din București, în vârstă de 47 de ani. Femeia de 47 de ani din București este cel de-al 29 caz confirmat de îmbolnăvire cu noul coronavirus și a fost în contact cu pacientul care a fost internat la Spitalul Gerota. Femeia de 26 de ani (cazul 26) din județul Hunedoara, la care a fost confirmată pe 10 martie 2020 infecția cu COVID-19, a fost amendată, cu câteva zile înainte, cu 10.000 de lei, pentru că nu a respectat regimul de autoizolare la domiciliu, deși i se comunicase că trebuie să rămână acasă după ce s-a întors din Italia, aceasta s-a plimbat o săptămână prin județ, și s-a internat la două spitale, fără să spună că se întorsese dintr-o zonă afectată din Italia, infectând cu coronavirus mai multe persoane, pentru nerespectarea izolării la domiciliu i s-a întocmit dosar penal.
Comitetul Național pentru Situații Speciale de Urgență a decis să suspende procesul de învățământ în unitățile școlare din învățământul preșcolar, gimnazial, liceal, postliceal și profesional, în perioada 11-22 martie 2020, cu posibilitatea prelungirii acestei măsuri în funcție de situație. A fost suspendat transportul rutier de persoane pentru toate cursele înspre și dinspre Italia (începând cu 10 martie) și transporturile feroviare către și dinspre Italia (începând cu 12 martie). Au fost sistate programele de studii de tip schimb de experiență și stagii de practică în spitale ale studenților și cursanților școlilor postliceale sanitare. Unitățile de alimentație și furnizorii publici și privați de transport persoane au fost obligați să dezinfecteze frecvent suprafețele, să evite aglomerația de persoane în spațiile comerciale, și să dezinfecteze frecvent habitaclul în mijloacele de transport. Unde există posibilitatea, personalul din instituțiile publice și private își vor desfășura atribuțiile de serviciu de la domiciliu. A fost precizat că pentru evenimentele cu un număr de maxim 200 de participanți nu este necesară solicitarea avizului direcției de sănătate publică. În spitalele din subordinea Ministerului Sănătății vor fi limitate internările programate, în raport cu gradul de ocupare al paturilor (inclusiv cele din ATI) și evoluția epidemiologică locală, iar în funcție de dinamica situației se poate decide chiar interzicerea internărilor programate. Pacienții vor fi sfătuiți se adreseze spitalelor doar pentru situații de urgență.
Primul caz confirmat (al 30–lea caz la nivel național) în 11 martie este o femeie de 43 ani, medic gastroenterolog la Spitalul Gerota din București care l-a îngrijit pe primul pacient confirmat cu coronavirus la acest spital, fostul polițist în vârstă de 60 de ani care a infectat mai multe persoane. Este primul medic infectat cu coronavirus în România.
Al doilea pacient confirmat (al 31-lea caz la nivel național) este un bărbat de 42 ani, confirmat pozitiv COVID-19 în Iași, revenit din Veneția la 2 martie.
Al treilea caz (cazul 32) este un bărbat în vârstă de 38 ani din Iași, care a intrat în contact cu un caz confirmat în Varșovia, era în autoizolare din data de 9.03.2020.
Cazurile 33-35 sunt un bărbat de 55 ani din București, care a intrat în contact cu fostul polițist internat la Spitalul Gerota, un bărbat de 31 de ani tot din București aflat în autoizolare și o femeie de 53 de ani din Covasna, sosită în 8 martie 2020 din Italia, aflată în autoizolare.
Cazul 36 este un bărbat din București, de 56 de ani, care a călătorit în Israel în perioada 22-29 februarie și a prezentat simptome, starea de sănătate agravându-se și a fost internat în ATI la Spitalul Victor Babeș.
Cazul 37 este un bărbat, 47 de ani, din București, care a călătorit la Stuttgart între 26 februarie—2 martie 2020 și a prezentat simptome pe 6 martie 2020, fiind internat la Spitalul Victor Babeș.
Cazul 38 este o femeie de 54 de ani, din București, contact direct al fostului ofițer MAI internat la Spitalul Gerota.
Cazul 39 este un bărbat, de 52 de ani, din Constanța, care a declarat că nu a avut contact cu o persoană infectată și nici nu a călătorit în această perioadă.
Cazurile 40-44 sunt 5 bărbați de 22, 30, 34, 36 și 57 de ani veniți prin vama din Italia în data de 9 martie 2020, care au fost carantinați în Arad imediat de la sosire.
Cazul 45 este un bărbat, de 20 de ani, din Iași, care a venit din Italia pe 10 martie 2020 și a întrat în carantină la Satu Mare, era asimptomatic și a fost transportat cu izoleta la Spitalul de Boli Infecțioase Iași; a venit cu mașina în care mai era o persoană, care a fost testată negativ, testul urmând a fi reluat.
Cazul 46 este o femeie, 63 de ani, care a fost în contact cu femeia de 35 de ani care a călătorit în Israel și care s-a întors în România pe 29 februarie.
Cazul 47 este un bărbat, 48 de ani, din București, care era asimptomatic, dar a fost în contact direct cu fiul pacientului care a fost internat la Spitalul Gerota.
Comitetul Național pentru Situații Speciale de Urgență a dispus emiterea unui ordin ce cuprinde suspendarea temporară, pentru o perioadă de 6 luni, a distribuției, în afara teritoriului României, a medicamentelor, dispozitivelor medicale și materialelor sanitare esențiale în prevenția și tratarea afecțiunilor asociate infecției cu COVID-19. Lista va cuprinde medicamente precum antivirale, antiinflamatorii, antibiotice, antitermice, antifungice, anestezice, sedative, precum și alte medicamente necesare în tratarea cazurilor de COVID-19 și a complicațiilor acestora. De-asemenea, lista va cuprinde materiale sanitare și dispozitive medicale: combinezoane, mănuși, seringi, măști, ochelari de protecție, soluții dezinfectante, precum și alte materiale și dispozitive medicale necesare pentru gestionarea cazurilor de COVID-19.

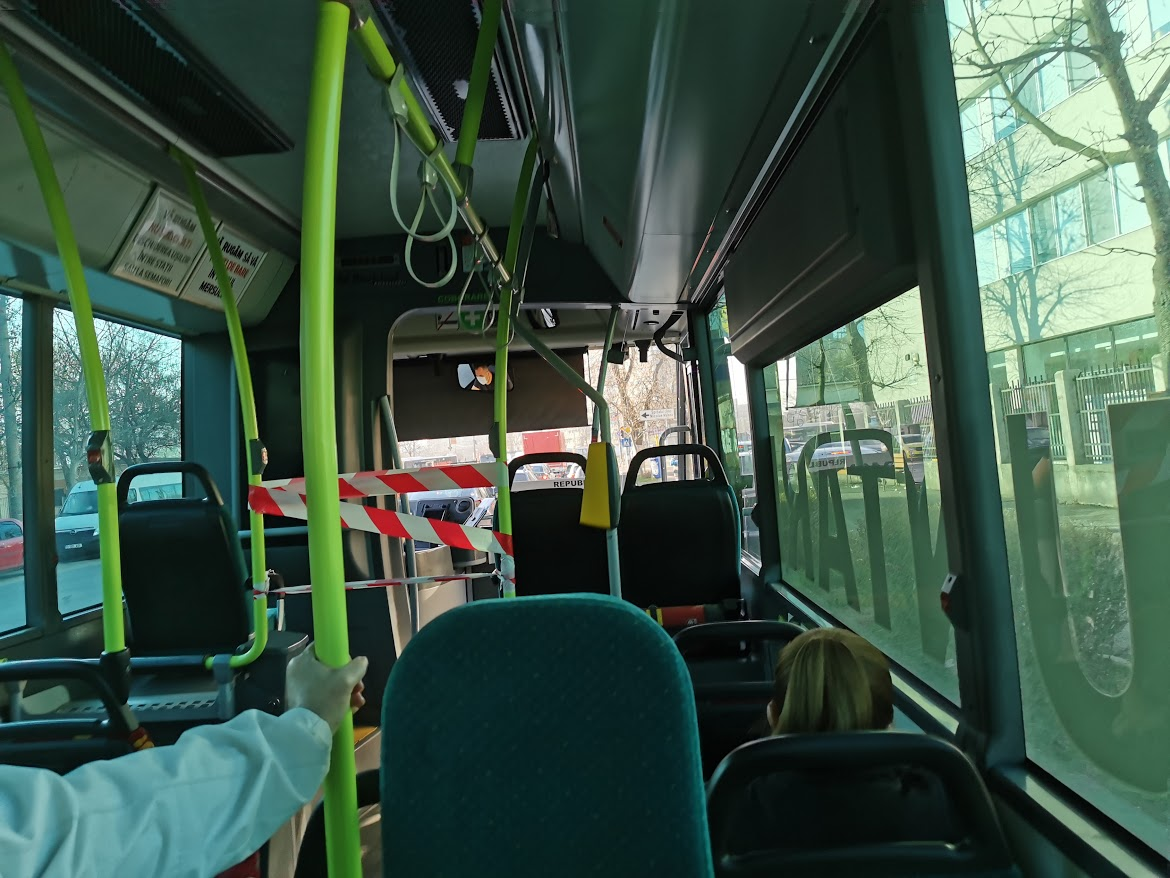
Autobuz al Societății de Transport Voluntari cu interdicție pentru pasageri in zona șoferului

Pe 12 martie au fost confirmate 12 cazuri de persoane infectate cu virusul SARS-CoV-2.
Cazul 48 – o femeie, 20 de ani, din București, contact direct cu un șofer internat la Spitalul Gerota.
Cazul 49 – o femeie, de 45 de ani din Cluj, venită din Italia și aflată în carantină în Arad, fiind ulterior transferată la Spitalul de Boli Infecțioase Timișoara.
Cazul 50 - o femeie de 54 de ani din Neamț, care a venit pe 1 martie, din Italia și a fost internată la Spitalul Roman pe 11 martie, cu tuse, febră și faringită.
Pe 13 martie au fost confirmate 36 cazuri de persoane infectate cu COVID-19, numărul cazurilor la nivel național ajungând la 95. Cazul 60 — un bărbat din București, de 39 ani, care a avut contact cu o persoană care a călătorit în Germania, depistată pozitiv pentru COVID-19. Cazul 61 — un bărbat din București, de 53 ani, contact (coleg de birou) cu un membru din familia pacientului care a fost internat în Spitalul Gerota. Cazul 62 — o femeie din București, de 48 ani, contact cu un membru al familiei cazului 61. Cazul 63 — o tânără din București, de 22 ani, contact cu un membru al familiei cazului 61. Cazul 64 — un tânăr din București, de 23 ani, contact cu un membru al familiei cazului 61.
Pe 15 martie autoritățile au decis ca Grupul de comunicare strategică să nu mai anunțe noile cazuri anunțate pe măsură ce sunt confirmate, ci doar o singură dată pe zi, la ora 18:00.
Pe 15 martie până la ora 17:00 pe teritoriul României, au fost confirmate 16 cazuri de persoane infectate cu virusul SARS-CoV-2, numărul total ajungând la 139 de persoane, dintre aceștia 9 a fost declarați vindecați și au fost externați. Cele 16 cazuri noi confirmate, au fost după cum urmează: 4 cazuri în București, 4 în Arad, 3 în Brașov, 2 în Brăila și câte un caz în Constanța, Teleorman și Iași. Toate persoanele nou confirmate pozitiv pentru COVID-19 au fost contacți ale unor cazuri pozitive, sau ale persoanelor aflate în carantină. Cele 16 persoane aveau vârsta cuprinsă între 5 ani și 71 de ani.

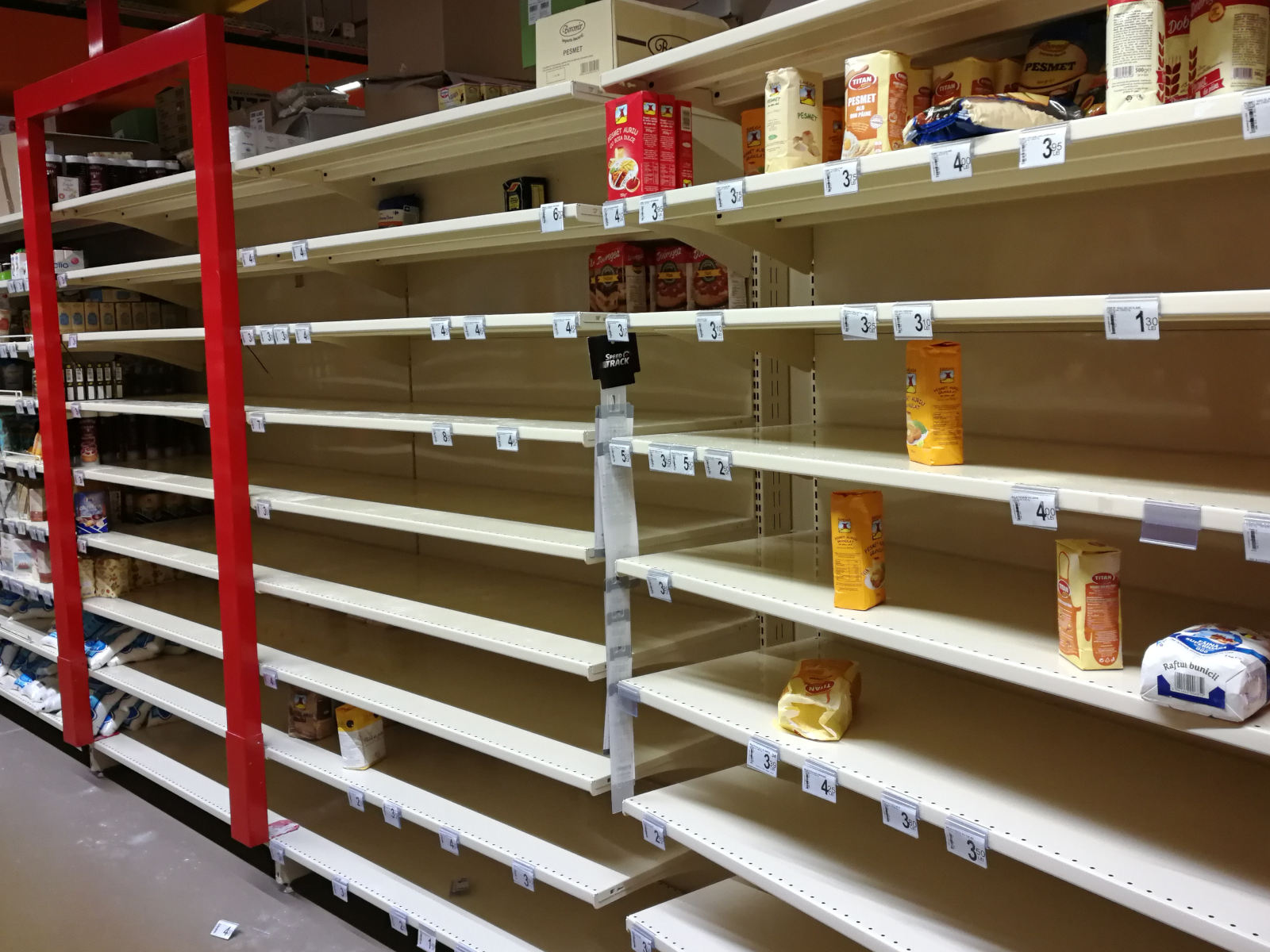
Raft al magazinului Carrefour, golit de cumpărători

### 16 martie 2020—aprilie 2020: declarare stare de urgență, primele decese, carantinarea Sucevei
Pe 16 martie în contextul evoluției situației epidemiologice determinată de răspândirea COVID-19, Președintele României, Klaus Iohannis, a semnat luni, 16 martie 2020, decretul privind instituirea stării de urgență pe teritoriul României pentru 30 de zile.

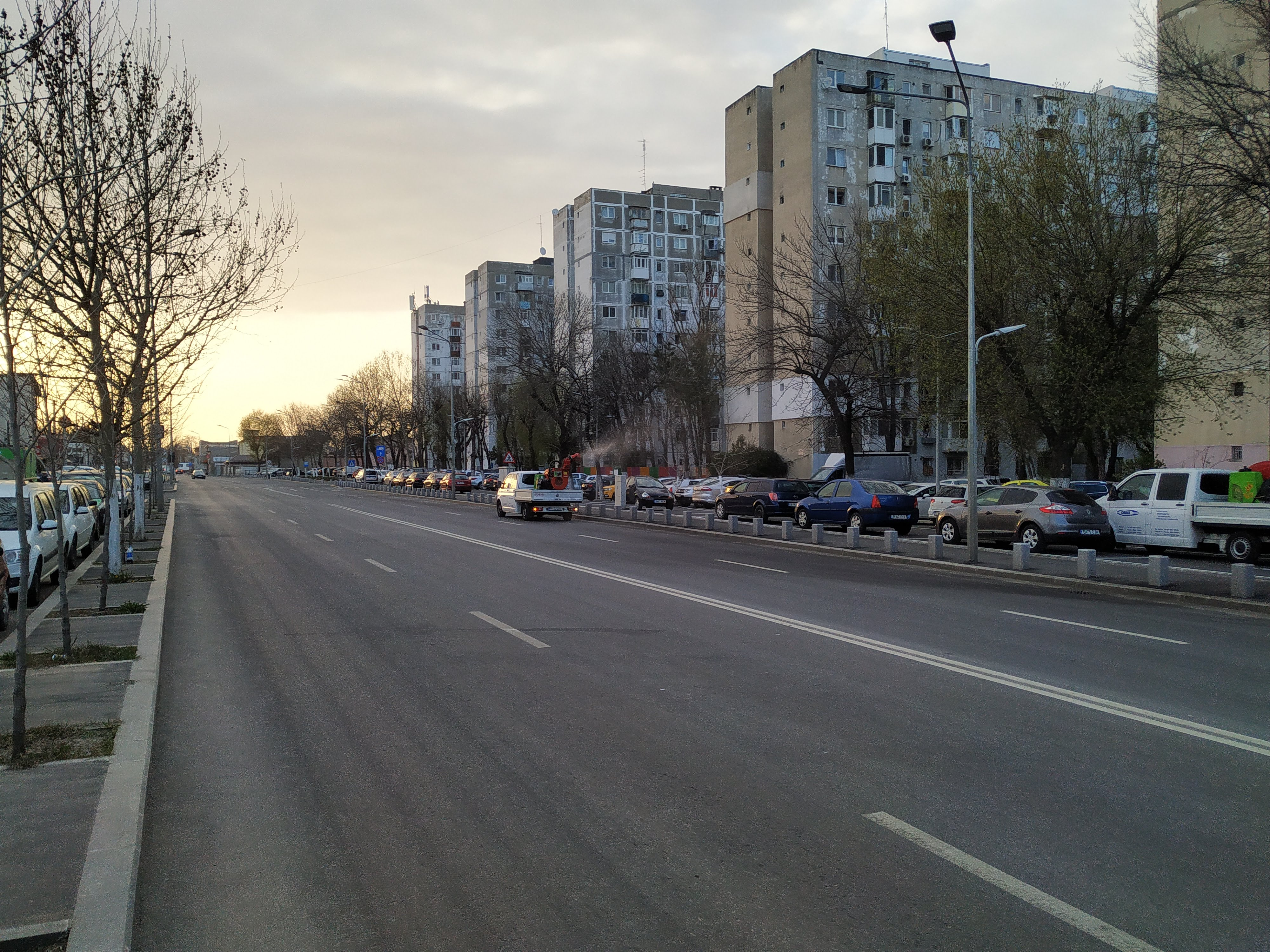
Strada Luica din București în timpul carantinei

Pe 17 martie a fost emisă prima Ordonanță Militară privind unele măsuri de primă urgență care privesc aglomerările de persoane și circulația transfrontalieră a unor bunuri. Astfel, au fost închise restaurantele și hotelurile și au fost interzise evenimentele publice în spații închise, fiind permise doar evenimente cu mai puțin de 100 de participanți în spații deschise. 
Pe 21 martie a fost emisă a doua Ordonanță Militară privind măsuri de prevenire a răspândirii COVID-19, prin care s-a interzis circulația persoanelor pe timpul nopții, cu excepția anumitor cazuri justificate, pe baza unei declarații pe propria răspundere.
Pe 22 martie au fost confirmate primele 3 decese cauzate de virus. 
Pe 24 martie a fost emisă a treia Ordonanță Militară privind măsuri de prevenire a răspândirii COVID-19. Astfel, circulația persoanelor a fost permisă doar în anumite cazuri justificate, cu declarație pe propria răspundere, iar bătrânii peste 65 de ani au putut circula doar în intervalul 11:00 - 13:00.

Pe 29 martie a fost emisă a patra Ordonanță Militară privind măsuri de prevenire a răspândirii COVID-19, în care se prevede faptul că bătrânii pot circula și în intervalul 20:00—21:00 pentru însoțirea animalelor de companie, însă persoanele care nu respectă condițiile izolării la domiciliu vor fi sancționate conform legii. 
Pe 30 martie a fost emisă a cincea Ordonanță Militară privind măsuri de prevenire a răspândirii COVID-19, prin care se prelungesc interdicțiile referitoare la zborurile spre și dinspre Spania și Italia.
Pe 30 martie a fost emisă a șasea Ordonanță Militară privind instituirea măsurii de carantinare asupra municipiului Suceava, a unor comune din zona limitrofă, precum și a unei zone de protecție asupra unor unități administrativ-teritoriale din județul Suceava. S-a stabilit măsura de carantinare în municipiul Suceava și în zona limitrofă formată din următoarele opt comune: Adâncata, Salcea, Ipotești, Bosanci, Moara, Șcheia, Pătrăuți și Mitocu Dragomirnei și un perimetru de siguranță în jurul localităților carantinate, formată din toate celelalte unități teritoriale administrative din județul Suceava. 
Pe 4 aprilie a fost emisă a șaptea Ordonanță Militară privind măsuri de prevenire a răspândirii COVID-19, prin care se instituie carantină în Țăndărei și se interzic zborurile spre și dinspre diferite țări.
Pe 9 aprilie a fost emisă a opta Ordonanță Militară privind măsuri de prevenire a răspândirii COVID-19, prin care se permite circulația pentru reparația autovehiculelor și se interzice exportul unor anumite cereale.
Pe 14 aprilie Președintele României a semnat decretul privind prelungirea stării de urgență cu încă 30 de zile.
Pe 16 aprilie a fost emisă a noua Ordonanță Militară privind măsuri de prevenire a răspândirii COVID-19, prin care se prelungește interdicția zborurilor spre și dinspre diferite țări.

### Cenzurarea internetului, acordarea de bani pentru presa scrisă și audiovizuală
În aprilie 2020, în timpul stării de urgență, Autoritatea Națională de Reglementare în Comunicații (ANCOM), prin conducătorul acesteia, Sorin Grindeanu, a emis decizii de interzicere a unor situri de limbă română ce răspândeau știri false despre COVID-19. Respectivele decizii și-au încetat valabilitatea în 15 mai 2020, când starea de urgență a fost înlocuită cu stare de alertă.
Totodată, pentru ca mijloacele de informare în masă să ajute la conformarea publicului la măsurile dictate de autorități pentru combaterea răspândirii coronavirusului, prin OUG 63/2020 s-au alocat 200 milioane de lei pentru presa scrisă, difuzori radio, TV și situri de internet.

### Decembrie 2021
În decembrie 2021, România era singura țară din Uniunea Europeană din zona verde în lista țărilor cu risc epidemiologic (ridicat). Rata de incidență cumulată la 1.000 locuitori în România era de 1,1.

### Martie 2022
Guvernul României a anunțat, luni, pe 7 martie, că starea de alertă nu va mai fi prelungită. Universitățile care nu pot să-și înceapă cursurile 100% fizic de pe 9 martie pot să organizeze în continuare orele online, dar numai pentru o perioadă de tranziție care apoi trebuie recuperată, a spus Sorin Cîmpeanu. De asemenea, va fi eliminată obligativitatea purtării măști de protecție în spațiile publice, restrângerea sau interzicerea circulației persoanelor.

### Ianuarie 2023
La începutul anului 2023, pe 5 ianuarie 2023, Ministerul Sănătății a declarat stare de alertă epidemiologică pe teritoriul întregii țări, în urma creșterii accelerate a cazurilor de infectare cu gripă. De asemenea, s-au prezentat în unitățile sanitare de profil, foarte mulți pacienți cu dublă infectare, atât SARS-CoV-2, cât și gripă. Pentru această dublă infectare, medicii folosesc termenul de flurona. În data de 11 ianuarie 2023, a fost activat planul roșu, în urma triplei infectări a unui pacient: gripă, SARS-CoV-2 și virus sincițial respirator. Din primele informații, este descoperită o nouă tulpină a SARS-CoV-2, mai exact Kraken, ce se pare că va duce la un nou val global, în urma răspândirii sale rapide.

## Situația în valurile endemice
Începând din intervalul 24.07- 30.07.2023, România intră în al doilea val endemic al coronavirusului. 
| Interval          | Cazuri | Decese | Rata de incidență | Pacienți pe secții | Pacienți în ATI |
| ----------------- | ------ | ------ | ----------------- | ------------------ | --------------- |
| 06.05- 12.05.2024 | 129    | 6      | 0.01              | 21                 | 3               |
| 29.04- 05.05.2024 | 92     | 1      | 0.01              | 13                 | 5               |
| 22.04- 28.04.2024 | 157    | 0      | 0.01              | 34                 | 4               |
| 15.04- 21.04.2024 | 159    | 0      | 0.02              | 46                 | 3               |
| 08.04- 14.04.2024 | 212    | 5      | 0.02              | 47                 | 9               |
| 01.04- 07.04.2024 | 315    | 3      | 0.03              | 69                 | 5               |
| 25.03- 31.03.2024 | 342    | 2      | 0.03              | 93                 | 6               |
| 18.03- 24.03.2024 | 390    | 7      | 0.04              | 97                 | 9               |
| 11.03- 17.03.2024 | 451    | 6      | 0.05              | 124                | 10              |
| 04.03- 10.03.2024 | 560    | 8      | 0.06              | 122                | 5               |
| 26.02- 03.03.2024 | 627    | 9      | 0.07              | 182                | 16              |
| 19.02- 25.02.2024 | 977    | 13     | 0.09              | 192                | 12              |
| 12.02- 18.02.2024 | 1.091  | 21     | 0.14              | 263                | 18              |
| 29.01- 04.02.2024 | 1.785  | 17     | 0.17              | 314                | 33              |
| 29.01- 04.02.2024 | 1.914  | 21     | 0.18              | 372                | 48              |
| 22.01- 28.01.2024 | 1.943  | 16     | 0.19              | 383                | 25              |
| 15.01- 21.01.2024 | 2.240  | 25     | 0.21              | 457                | 37              |
| 08.01- 14.01.2024 | 2.206  | 27     | 0.2               | 442                | 33              |
| 01.01- 07.01.2024 | 2.525  | 26     | 0.19              | 549                | 45              |
| 25.12- 31.12.2023 | 2.115  | 25     | 0.18              | 256                | 27              |
| 18.12- 24.12.2023 | 1.872  | 19     | 0.16              | 239                | 31              |
| 11.12- 17.12.2023 | 1.792  | 11     | 0.14              | 416                | 42              |
| 04.12- 10.12.2023 | 1.510  | 20     | 0.12              | 399                | 36              |
| 27.11- 03.12.2023 | 1.171  | 17     | 0.11              | 422                | 40              |
| 20.11- 26.11.2023 | 1.411  | 23     | 0.12              | 393                | 41              |
| 13.11- 19.11.2023 | 1.305  | 23     | 0.14              | 390                | 46              |
| 06.11- 12.11.2023 | 1.586  | 22     | 0.2               | 425                | 43              |
| 30.10- 05.11.2023 | 2.381  | 43     | 0.40              | 707                | 56              |
| 23.10- 29.10.2023 | 5.030  | 38     | 0.54              | 837                | 77              |
| 16.10- 22.10.2023 | 6.404  | 32     | 0.65              | 995                | 103             |
| 09.10- 15.10.2023 | 7.701  | 46     | 0.82              | 996                | 104             |
| 02.10- 08.10.2023 | 9.719  | 37     | 1.08              | 1.217              | 75              |
| 25.09- 01.10.2023 | 13.165 | 31     | 1.26              | 1.077              | 82              |
| 18.09- 24.09.2023 | 14.861 | 27     | 0.95              | 1.149              | 74              |
| 11.09- 17.09.2023 | 11.226 | 18     | 0.63              | 967                | 63              |
| 04.09- 10.09.2023 | 7.171  | 14     | 0.42              | 698                | 47              |
| 28.08- 03.09.2023 | 4.772  | 12     | 0.28              | 583                | 45              |
| 21.08- 27.08.2023 | 3.326  | 4      | 0.16              | 497                | 41              |
| 14.08- 20.08.2023 | 1.894  | 4      | 0.09              | 374                | 38              |
| 07.08- 13.08.2023 | 1.054  | 3      | 0.07              | 290                | 37              |
| 31.07- 06.08.2023 | 906    | 6      | 0.05              | 295                | 36              |
| 24.07- 30.07.2023 | 595    | 4      | 0.04              | 260                | 37              |
| 17.07- 23.07.2023 | 517    | 3      | 0.04              | 244                | 38              |
| 10.07- 16.07.2023 | 430    | 3      | 0.04              | 255                | 42              |
| 03.07- 09.07.2023 | 460    | 3      | 0.04              | 245                | 39              |
| 26.06- 02.07.2023 | 510    | 7      | 0.04              | 274                | 37              |

## Statistici coronavirus săptămânal
Numărul cazurilor, deceselor și vaccinărilor din săptămâna 16- 2023 sunt în curs de actualizare.

### Numărul cazuri pe săptămâni
|  | Graficele sunt indisponibile din cauza unor probleme tehnice. Mai multe informații se găsesc la Phabricator și la wiki-ul MediaWiki. |

### Numărul deceselor pe săptămâni
|  | Graficele sunt indisponibile din cauza unor probleme tehnice. Mai multe informații se găsesc la Phabricator și la wiki-ul MediaWiki. |

### Numărul infecțiilor respiratorii pe săptămâni
|  | Graficele sunt indisponibile din cauza unor probleme tehnice. Mai multe informații se găsesc la Phabricator și la wiki-ul MediaWiki. |

### Numărul vaccinărilor pe săptămâni împotriva COVID-19
|  | Graficele sunt indisponibile din cauza unor probleme tehnice. Mai multe informații se găsesc la Phabricator și la wiki-ul MediaWiki. |

## Statistici coronavirus zilnic
Din 9 martie 2022, Guvernul României decretează încetarea stării de alertă de pe teritoriul României.
Din data de 21 noiembrie 2022, Ministrul Sănătății decide revenirea la bilanțurile săptămânale. Ele vor fi publicate doar în zilele de luni. 

### Numărul de cazuri pe zi
|  | Graficele sunt indisponibile din cauza unor probleme tehnice. Mai multe informații se găsesc la Phabricator și la wiki-ul MediaWiki. |

### Numărul deceselor pe zi
|  | Graficele sunt indisponibile din cauza unor probleme tehnice. Mai multe informații se găsesc la Phabricator și la wiki-ul MediaWiki. |

### Valul 4 al pandemiei
Conform Institutului Național de Sănătate Publică (INSP) în România în săptămâna 25 - 31 octombrie 2021: 73,7% din cazurile confirmate de COVID au fost înregistrate la persoane nevaccinate, 89,7% din decesele de COVID înregistrate au fost la persoane nevaccinate

#### Numărul de cazuri pe zi în valul 4 al pandemiei
|  | Graficele sunt indisponibile din cauza unor probleme tehnice. Mai multe informații se găsesc la Phabricator și la wiki-ul MediaWiki. |

#### Numărul deceselor pe zi în valul 4 al pandemiei
|  | Graficele sunt indisponibile din cauza unor probleme tehnice. Mai multe informații se găsesc la Phabricator și la wiki-ul MediaWiki. |

### Valul 5 al pandemiei
Oficial, valul cu numărul 5 s-a încheiat pe data de 9 martie 2022, odată cu încetarea Hotărârii Guvernului nr. 171 din 3 februarie 2022 privind prelungirea stării de alertă pe teritoriul României și stabilirea măsurilor care se aplică pe durata acesteia pentru prevenirea și combaterea efectelor pandemiei de COVID-19.

#### Numărul de cazuri pe zi în valul 5 al pandemiei
|  | Graficele sunt indisponibile din cauza unor probleme tehnice. Mai multe informații se găsesc la Phabricator și la wiki-ul MediaWiki. |

#### Numărul deceselor pe zi în valul 5 al pandemiei
|  | Graficele sunt indisponibile din cauza unor probleme tehnice. Mai multe informații se găsesc la Phabricator și la wiki-ul MediaWiki. |

#### Numărul persoanelor vaccinate pe zi în valul 5 al pandemiei
|  | Graficele sunt indisponibile din cauza unor probleme tehnice. Mai multe informații se găsesc la Phabricator și la wiki-ul MediaWiki. |

### Valul 6 al pandemiei
Oficial, valul 6 a izbucnit în România în săptămâna 24, 13-19 iunie 2022, când au fost înregistrate 2609 cazuri de infectare cu coronavirus. Ultimul bilanț săptămânal a avut loc în săptămâna 27, 04-10 iulie 2022, când au fost înregistrate 14943 de cazuri de infectare cu coronavirus. Din data de 12 iulie 2022, Ministerul Sănătății a revenit la bilanțul infectărilor cu coronavirus zilnice, astfel raportările se vor face la 24 de ore. 
Oficial, valul 6 s-a încheiat la data de 25 septembrie 2022. Începând din data de 26 septembrie 2022, atât cazurile cât și decesele vor fi publicate la secția „Statistici coronavirus zilnic”. 

#### Numărul de cazuri pe zi în valul 6 al pandemiei
|  | Graficele sunt indisponibile din cauza unor probleme tehnice. Mai multe informații se găsesc la Phabricator și la wiki-ul MediaWiki. |

#### Numărul deceselor pe zi în valul 6 al pandemiei
|  | Graficele sunt indisponibile din cauza unor probleme tehnice. Mai multe informații se găsesc la Phabricator și la wiki-ul MediaWiki. |

### Valul 7 al pandemiei
Din primele informații oferite de Doctorul Octavian Jurma, valul 7 al pandemiei de coronavirus nu este compus dintr-o singură variantă a Omicronului, ci „dintr-o supă de variante”.
Oficial, valul 7 a debutat în săptămâna 21- 27 noiembrie 2022.

#### Numărul de cazuri pe zi în valul 7 al pandemiei
|  | Graficele sunt indisponibile din cauza unor probleme tehnice. Mai multe informații se găsesc la Phabricator și la wiki-ul MediaWiki. |

#### Numărul deceselor pe zi în valul 7 al pandemiei
|  | Graficele sunt indisponibile din cauza unor probleme tehnice. Mai multe informații se găsesc la Phabricator și la wiki-ul MediaWiki. |

### Incidența înregistrată la 14 zile
|  | Graficele sunt indisponibile din cauza unor probleme tehnice. Mai multe informații se găsesc la Phabricator și la wiki-ul MediaWiki. |